# Кручинин, Андрей Анатольевич
Андрей Анатольевич Кручинин (род. 18 мая 1978, Караганда) — российский хоккеист, защитник. Мастер спорта.

## Биография
Родился 18 мая 1978 года в городе Караганда Казахской ССР. Профессиональную карьеру начал в возрасте 16 лет в открытом чемпионате России за команду ЦСКА-2 в сезоне 1994/95. В следующем сезоне перешел в команду «Лада-2» Тольятти. Позже попал в основной состав главной команды «Лада». В клубе провел 7 сезонов (1996—2000, 2004—2006, 2008—2009). В 1997 году был приглашен в молодёжную сборную России на чемпионат мира 1998, где взял серебро. В 1998 году был задрафтован командой «Монреаль Канадиенс» под 189-м номером. В сезоне 2000/01 был отдан в аренду команде «Молот-Прикамье».
Играл за «Авангард» (2001/02), «Нефтехимик» (2001/02 — 2003/04), «Химик» Мытищи (2006/07 — 2007/08). Далее выступал в КХЛ за «Нефтехимик» (2009/10), «Амур» (2010/11 — 2011/12), «Автомобилист» (2011/12), в ВХЛ за «Дизель» (2012/13), «Сокол» Красноярск (2013/14 — 2014/15).
Участник чемпионата мира 2006.